# Ginástica rítmica nos Jogos Olímpicos de Verão de 2024 - Individual geral
O evento individual geral da ginástica rítmica nos Jogos Olímpicos de Verão de 2024 foi realizada na Porte de La Chapelle Arena em Paris, França, em 8 e 9 de agosto de 2024. Um total de 24 ginastas de 20 Comitês Olímpicos Nacionais (CON) participaram do evento.

## Qualificação
Cada CON poderia inscrever até duas ginastas qualificadas. Um total de 24 vagas de cota foram alocadas para o individual geral da ginástica rítmica.
As três primeiras ginastas se classificaram através do Campeonato Mundial de Ginástica Rítmica de 2022. As próximas quinze ginastas se classificaram no Campeonato Mundial de Ginástica Rítmica de 2023. Como a ginasta do país anfitrião se classificou no evento, sua vaga foi realocada para a próxima ginasta melhor classificada no mundial de 2023. As cinco vagas seguintes vieram de cada um dos cinco campeonatos continentais. Finalmente, a última vaga foi determinada por convite da comissão tripartite.

## Formato
A competição consiste em uma rodada classificatória e uma rodada final. As dez melhores ginastas nas classificatórias avançam para a final. Em cada rodada, as ginastas realizavam quatro rotinas (bola, arco, maças e fita), com as pontuações somadas para dar um total.

## Calendário
Horário local (UTC+2)
| Data        | Horário | Fase             |
| ----------- | ------- | ---------------- |
| 8 de agosto | 10:00   | Classificatórias |
| 9 de agosto | 14:30   | Final            |

## Medalhistas
| Ouro   | GER Darja Varfolomeev |
| Prata  | BUL Boryana Kaleyn    |
| Bronze | ITA Sofia Raffaeli    |

## Resultados

### Classificatórias
As dez ginastas com as maiores pontuações se classificam para a final. A maior pontuação em cada rotina está em negrito.
| Pos. | Ginasta                         |        |        |        |        | Total   | Notas |
| ---- | ------------------------------- | ------ | ------ | ------ | ------ | ------- | ----- |
| 1    | ITA Sofia Raffaeli              | 35.700 | 34.450 | 35.000 | 33.950 | 139.100 | Q     |
| 2    | GER Darja Varfolomeev           | 32.500 | 36.450 | 35.250 | 32.650 | 136.850 | Q     |
| 3    | BUL Boryana Kaleyn              | 35.350 | 34.600 | 33.600 | 32.900 | 136.450 | Q     |
| 4    | UKR Taisiia Onofriichuk         | 34.250 | 35.250 | 33.750 | 32.500 | 135.750 | Q     |
| 5    | GER Margarita Kolosov           | 34.550 | 33.000 | 33.800 | 30.150 | 131.500 | Q     |
| 6    | SLO Ekaterina Vedeneeva         | 34.150 | 32.600 | 32.300 | 31.750 | 130.800 | Q     |
| 7    | ISR Daria Atamanov              | 33.250 | 32.700 | 32.100 | 32.400 | 130.450 | Q     |
| 8    | BRA Bárbara Domingos            | 34.750 | 33.100 | 30.200 | 31.700 | 129.750 | Q     |
| 9    | ITA Milena Baldassarri          | 33.300 | 32.750 | 30.900 | 32.300 | 129.250 | Q     |
| 10   | CHN Wang Zilu                   | 34.200 | 32.000 | 30.650 | 31.250 | 128.100 | Q     |
| 11   | BUL Stiliana Nikolova           | 33.900 | 34.700 | 28.050 | 31.050 | 127.700 | R1    |
| 12   | HUN Fanni Pigniczki             | 32.650 | 32.600 | 30.450 | 31.650 | 127.350 | R2    |
| 13   | KAZ Elzhana Taniyeva            | 30.850 | 32.000 | 32.300 | 31.450 | 126.600 |       |
| 14   | UZB Takhmina Ikromova           | 31.700 | 32.350 | 30.350 | 32.000 | 126.400 |       |
| 15   | ESP Polina Berezina             | 29.700 | 32.750 | 32.450 | 30.200 | 125.100 |       |
| 16   | CYP Vera Tugolukova             | 31.150 | 31.200 | 30.600 | 28.800 | 121.750 |       |
| 17   | FRA Hélène Karbanov             | 30.500 | 32.350 | 28.650 | 29.650 | 121.150 |       |
| 18   | USA Evita Griskenas             | 30.500 | 31.200 | 27.550 | 29.250 | 118.500 |       |
| 19   | AZE Zohra Aghamirova            | 32.500 | 30.200 | 26.750 | 28.400 | 117.850 |       |
| 20   | ESP Alba Bautista               | 31.100 | 28.100 | 30.800 | 27.650 | 117.650 |       |
| 21   | ROU Annaliese Dragan            | 27.200 | 30.550 | 31.650 | 25.450 | 114.850 |       |
| 22   | AUS Alexandra Kiroi-Bogatyreva  | 30.050 | 28.550 | 26.850 | 28.900 | 114.350 |       |
| 23   | EGY Aliaa Saleh                 | 28.700 | 28.150 | 27.850 | 27.000 | 111.700 |       |
| 24   | LAO Praewa Misato Philaphandeth | 21.600 | 21.600 | 22.250 | 21.900 | 87.350  |       |

### Final
As ginastas com as melhores pontuações após as quatro rotinas conquistam as medalhas. A maior pontuação em cada rotina está em negrito.
| Pos.              | Ginasta                 |             |             |             |             | Total   |
| ----------------- | ----------------------- | ----------- | ----------- | ----------- | ----------- | ------- |
| Medalha de ouro   | GER Darja Varfolomeev   | 36.300 (1)  | 36.500 (1)  | 36.350 (1)  | 33.700 (2)  | 142.850 |
| Medalha de prata  | BUL Boryana Kaleyn      | 35.850 (2)  | 36.450 (2)  | 34.550 (3)  | 33.750 (1)  | 140.600 |
| Medalha de bronze | ITA Sofia Raffaeli      | 35.250 (4)  | 32.900 (6)  | 35.900 (2)  | 32.250 (7)  | 136.300 |
| 4                 | GER Margarita Kolosov   | 34.600 (6)  | 34.150 (3)  | 33.950 (6)  | 32.550 (6)  | 135.250 |
| 5                 | ISR Daria Atamanov      | 35.200 (5)  | 31.800 (9)  | 33.850 (7)  | 33.000 (3)  | 133.850 |
| 6                 | SLO Ekaterina Vedeneeva | 34.100 (7)  | 31.950 (8)  | 33.150 (8)  | 32.700 (5)  | 131.900 |
| 7                 | CHN Wang Zilu           | 35.250 (3)  | 32.700 (7)  | 34.300 (4)  | 29.300 (9)  | 131.550 |
| 8                 | ITA Milena Baldassarri  | 32.600 (8)  | 33.150 (5)  | 32.500 (9)  | 31.450 (8)  | 129.700 |
| 9                 | UKR Taisiia Onofriichuk | 30.400 (9)  | 30.900 (10) | 34.150 (5)  | 32.950 (4)  | 128.400 |
| 10                | BRA Bárbara Domingos    | 29.600 (10) | 33.200 (4)  | 31.200 (10) | 29.100 (10) | 123.100 |